# Ácido valérico
El ácido valérico o ácido pentanoico o ácido valeriánico proviene de la raíz valeriana, es un ácido carboxílico de fórmula estructural CH3(CH2)3COOH. Forma sales y ésteres, conocidos como valeratos o pentanoatos, con usos en la preparación de aromas y perfumes. El radical valerilo (CH3(CH2)3CO-) forma diversos compuestos (cloruro, bromuro, ioduro y óxidos).

## Propiedades químicas
- Punto de ebullición: 186-187 °C
- Punto de fusión: -34.5 °C
- Densidad relativa (agua = 1): 0.94
- Solubilidad en agua, g/100 ml: 2.4
- Presión de vapor es igual a 0.02 aproximadamente
- Densidad relativa de vapor (aire = 1): 3.52
- Punto de inflamación: 86 °C c.c.
- Temperatura de autoignición: 400 °C
- Límites de explosividad, % en volumen en el aire: 1.6-7.
- Coeficiente de reparto octanol/agua como log Pow: 1.39

## Datos importantes
- Aspecto: Líquido incoloro , de olor característico.
- Peligros físicos: El vapor es más denso que el aire y como es más denso que el aire se mete a los pulmones y puede llegar a causar bronquitis y convulsiones
- Peligros químicos: La sustancia es un ácido débil.
- Vías de exposición: La sustancia se puede absorber por inhalación y por ingestión
- Efectos de exposición corta: La sustancia es corrosiva para los ojos, la piel y el tracto respiratorio. Corrosiva por ingestión.